# Ligue nord-américaine de floorball
La North American Floorball League (NAFL) est une ligue semi-professionnelle de floorball en Amérique du Nord, composée de cinq équipes réparties à travers les États-Unis. La ligue a été fondée en juin 2020 et a débuté officiellement à l'été 2022,. La NAFL est la première ligue de floorball de haut niveau en Amérique du Nord, elle se déroule pendant ce qui est considéré comme l'intersaison de la plupart des autres ligues de floorball de haut niveau dans le monde afin d'attirer les meilleurs talents possibles sans entrer en conflit avec le calendrier des clubs.

## Histoire

### Création de la Ligue
Avant la création de la NAFL, le floorball de haut niveau était presque uniquement présent en Europe, et il n'existait pas de ligues de haut niveau pour développer des talents dans ce sport en Amérique du Nord. La Fédération canadienne de Floorball dirige la Ligue de Floorball du Canada depuis 2013 et les États-Unis ont organisé une série de tournois de clubs tels que la Golden Gate Cup et l'Open du Texas;  cependant, il n'existait pas de ligue cohésive et hautement promue pour mettre en valeur les meilleurs talents que les deux pays avaient à offrir, ou pour attirer les joueurs internationaux qui souhaitaient voir le sport se développer en Amérique du Nord.
Étant donné que les saisons de floorball existantes en Amérique du Nord et en Europe se déroulaient en automne et en hiver, l'idée a été de créer une ligue d'été qui pourrait aider à améliorer le niveau du championnat en Amérique du Nord pour ses meilleurs joueurs sans éliminer les structures déjà en place. L'idée était de créer une ligue dans laquelle les équipes des États-Unis et du Canada pourraient jouer des saisons complètes tout en minimisant les déplacements et en limitant le budget, en attirant les fans vers ce sport et en permettant aux meilleurs joueurs de floorball d'Amérique du Nord d'être considérés en tant qu'athlètes de haut niveau. L'idée a commencé à se concrétiser en juin 2020, avec pour objectif de commencer à jouer l'été suivant,. Cependant, la première saison de la ligue a été reportée à l'été 2022 en raison de la fermeture des frontières due à l pandémie de COVID-19,,.

### Création d'équipe
La première équipe à être formée était les Fort Worth Jaguars, qui ont été annoncées publiquement le 17 août 2020. Ils ont été suivis un mois plus tard par les Bucs de Cleveland, annoncés le 21 septembre, les Tornadoes du Texas, annoncés le 19 octobre, et enfin le Fresno Force, fondée le 16 décembre 2020,,,,. À la suite du report de la saison 2021 initialement prévue, il a été annoncé le 8 décembre 2021 que les Vikings de Floride rejoindraient la ligue en tant que cinquième équipe pour la spremière saison e 2022, et les Raptors de l'Utah ont été annoncés en remplacement des Bucs de Cleveland. le 15 janvier 2022. Les Texas Tornadoes se sont désengagés de la ligue le 16 mai 2022, ramenant à quatre le nombre total d'équipes pour la première saison.

### Première saison
La première saison de la NAFL comprenait une semaine de repos pour tenir compte des Jeux mondiaux qui se déroulaient à Birmingham, en Alabama. À la fin de la saison régulière, les Vikings de Floride, tête de série, ont battu les Jaguars de Fort Worth, deuxième tête de série, en finale, devenant ainsi les tout premiers champions de la Troy Cup. Le Fresno Force a pris la troisième place après une victoire en séries éliminatoires contre les Raptors de l'Utah. Josef Juha des Vikings a été élu meilleur joueur de la ligue après avoir été le meilleur buteur et le meilleur pointeur de la ligue, tandis que Rasmus Pasanen, des Jaguars, a terminé deuxième meilleur passeur et co-meilleur pointeur de la ligue. La troisième place dans le vote du MVP a été attribuée à Matt Smith du Fresno Force,.

## Structure et règles de la ligue
La NAFL est composée de cinq équipes qui s'affrontent deux fois au cours de la saison régulière, suivies d'une série éliminatoire à deux tours pour les quatre meilleures équipes. Pour réduire les déplacements, les équipes individuelles accueilleront toutes les équipes dans une seule ville, chaque équipe jouant des matchs dans cette ville avant de se rendre dans une autre ville d'accueil en tant que ligue.
La ligue se joue selon les règles de l'IFF, mais en raison de son positionnement pendant ce qui est traditionnellement l'intersaison, la NAFL peut attirer certains des meilleurs talents du monde tout en permettant aux joueurs de continuer à jouer avec leurs clubs d'origine en hiver.
Les matchs se jouent en trois périodes de 20 minutes, avec un entracte entre chacune, et si le match se termine par une égalité, il y a une période supplémentaire de mort subite de 5 minutes, suivie d'une séance de tirs au but. Les équipes sont classées dans les séries éliminatoires en fonction des points qu'elles ont obtenus au cours de la saison. Trois points sont attribués pour une victoire en temps réglementaire, deux points pour une victoire en prolongation, un point pour une défaite en prolongation, et aucun point n'est attribué pour une défaite en temps réglementaire. La seule différence avec les règles de l'IFF est que les tirs de pénalité et les tirs de barrage sont joués avec un chronomètre de 15 secondes dans la NAFL, alors que les règles de l'IFF autorisent un temps illimité pour tirer, tant que le ballon ou le tireur sont continuellement en mouvement vers l'avant.
| Équipe                | Ville                       | Première saison | L'entraîneur principal | Capitaine          |
| --------------------- | --------------------------- | --------------- | ---------------------- | ------------------ |
| Aviators de l'Ohio    | Colomb, Ohio                | 2023            | Andreas Blixt          | Zacharie Melin     |
| Jaguars de Fort Worth | North Richland Hills, Texas | 2022            | Joël Ekroos            | Oskari Piisilä     |
| Force de Fresno       | Fresno, Californie          | 2022            | Bruno Lundberg         | Matt Smith         |
| Growlers du Minnesota | Woodbury, Minnesota         | 2023            | Juho Sillantaus        | JukkaPekka Auroila |
| Sockeyes de Seattle   | Seattle, Washington         | 2024            |                        |                    |
| 39ers du Texas        | Georgetown, Texas           | 2023            | Fredrik Ahlin          | Cas Connor         |

### Anciennes équipes
| Équipe                | Zone de la ville     | Saisons)  |
| --------------------- | -------------------- | --------- |
| Vikings de la Floride | Orlando, Floride     | 2022-2023 |
| Raptors de l'Utah     | Salt Lake City, Utah | 2022      |

## Championnats
| Saison | Date            | Champion              | Score final  | Finaliste             | Lieu                | Emplacement                 |        |
| ------ | --------------- | --------------------- | ------------ | --------------------- | ------------------- | --------------------------- | ------ |
| 2022   | 24 juillet 2022 | Vikings de la Floride | 11-3         | Jaguars de Fort Worth | NYTEX Sports Centre | North Richland Hills, Texas | [ 19 ] |
| 2023   | 30 juillet 2023 | Vikings de la Floride | 9-2          | Force de Fresno       | NYTEX Sports Centre | North Richland Hills, Texas | [ 23 ] |
| 2024   | À déterminer    | À déterminer          | À déterminer | À déterminer          | AMSOIL Arena        | Duluth, Minnesota           |        |

## Meilleur joueur de la saison
| Saison | Nom             | Équipe                |        |
| ------ | --------------- | --------------------- | ------ |
| 2022   | Josef Juha (cs) | Vikings de la Floride | [ 19 ] |
| 2023   | Linus Malmström | Vikings de la Floride |        |